# Črešnjevec pri Dragatušu
Črešnjevec pri Dragatušu – wieś w Słowenii, w gminie Črnomelj. W 2018 roku liczyła 4 mieszkańców.